# Historia del Metro de Londres

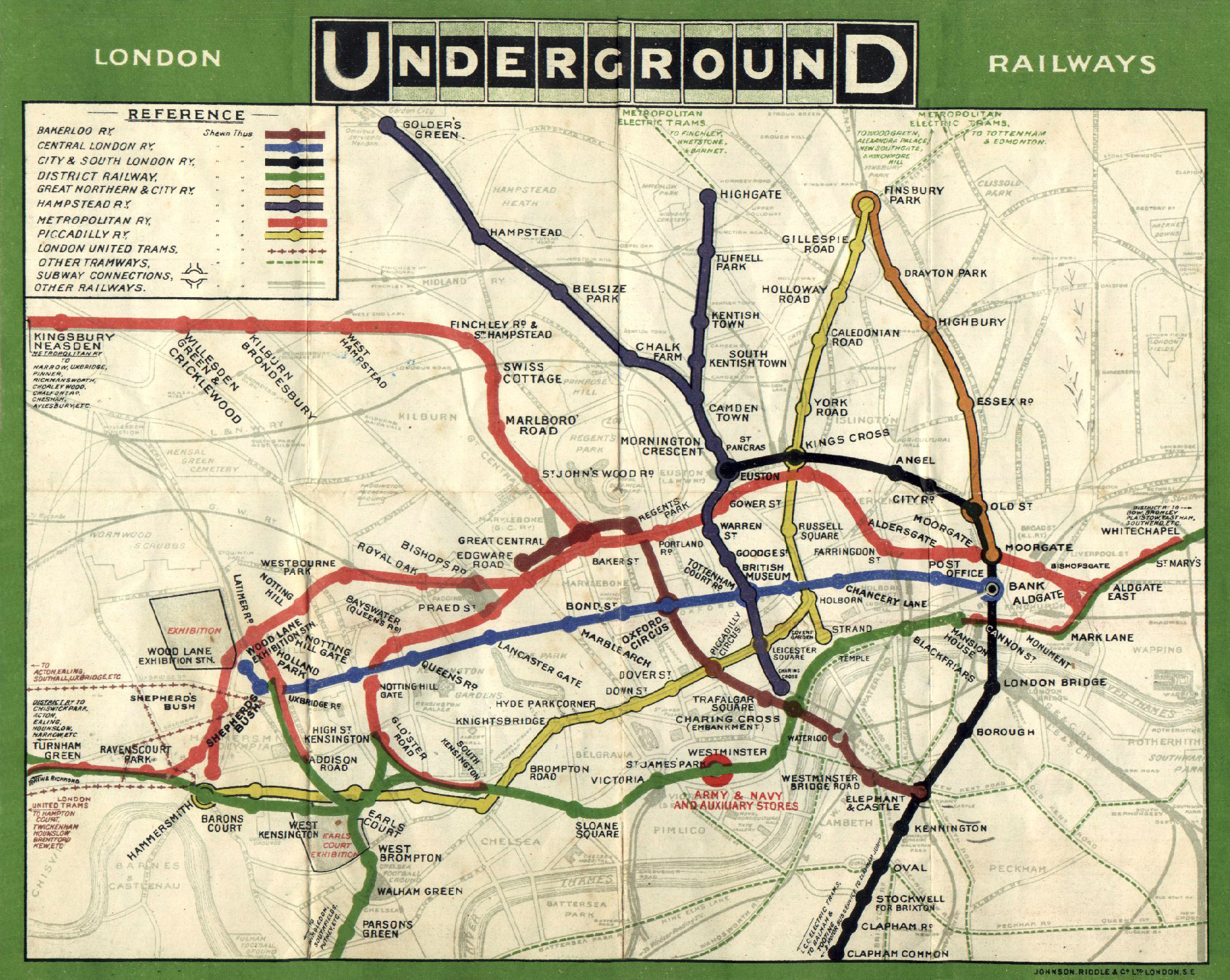
Mapa combinado del Metro de Londres (1908)

El servicio fue inaugurado. La historia del Metro de Londres se ha ido desarrollando de forma gradual. Una sección del metro se convirtió en el primer sistema de ferrocarril suburbano para transporte de viajeros del mundo. A este respecto, conviene aclarar que el Atlantic Avenue Tunnel, en Nueva York, es llamado el "túnel suburbano más antiguo del mundo", aunque no tiene ninguna estación y se usó para trayectos de larga distancia en vez de para el transporte suburbano.

## Desarrollo inicial

### Primeros proyectos
A lo largo de la primera mitad del siglo XIX se realizó un gran desarrollo del ferrocarril, principalmente hacia Londres. Las diferentes compañías construían "estaciones término" en Londres, uniendo así la ciudad con diferentes puntos del país. Muchas de las compañías (en especial las que llegaban desde el norte, el este y el oeste) situaban las estaciones de llegada a cierta distancia de la City, por aquel entonces el núcleo principal de la ciudad. Cuando se construyó en la década de 1830 la llamada "New Road" (actualmente Farringdon Street), se planeó el desarrollo de una línea de ferrocarril suburbano aprovechando la ruta del río Fleet, el mayor río subterráneo de la ciudad y que desembocaba en el Támesis cerca de la catedral de San Pablo, en plena City. Esta línea permitiría unir la City con las estaciones término de las afueras. No fue el único plan de ferrocarril subterráneo; otros muchos diseños de ferrocarriles subterráneos poco profundos fueron apareciendo desde 1844. Dos razones provocaron este hecho: por un lado, el estar la Railway Mania (una burbuja económica debida al ferrocarril) en pleno apogeo, y también el aumento del tráfico en la ciudad. Sin embargo, de entre todos esos diseños muy pocos llegaron a buen puerto.
Después de la Gran Exposición de 1851, se planteó un nuevo proyecto para el cauce del río Fleet: una línea de ferrocarril de vía ancha (trocha utilizada por la compañía Great Western Railway) hasta la estación de Paddington (operada por la GWR). Esta estación contaba con el inconveniente de ser la más lejana a la City de todas las estaciones término. Así, gracias a esta línea se unirían las estaciones término de Paddington, Euston y King's Cross con la City. La empresa encargada de su construcción se iba a llamar "Bayswater, Paddington and Holborn Bridge Railway", aunque con posterioridad el nombre elegido fue "North Metropolitan Railway". Aunque el proyecto estuvo a punto de cancelarse en 1853, la compañía GWR se comprometió a apoyar la construcción, siempre que se garantizara que la línea llegara hasta Paddington al oeste y hasta la City al este. Otra compañía implicada, la "Great Northern Railway" (GNR), propietaria de la estación término de King's Cross, también se comprometió a suministrar su apoyo. Así, la North Metropolitan Railway fue refundada el 7 de agosto de 1854, con el nombre "Metropolitan Railway" (MetR).

### Metropolitan Railway (1863)
El principal responsable de que se refundara la compañía fue Charles Pearson (1793-1862). Durante algunos años, la construcción de la línea se vio frenada por la imposibilidad de obtener fondos con los que financiar su construcción. En 1858, Pearson abogó por la existencia de "ferrocarril barato que permitiera a las clases obreras residir en distritos adyacentes"; tras eso, el dinero llegó y la construcción se inició. Entre las estaciones de Paddington y King's Cross la construcción utilizó la técnica de muro pantalla (abrir una zanja, construir el túnel y volver a tapar); el resto del trayecto permaneció al aire libre. Se utilizó una doble trocha (ancho estándar y ancho grande). La estación terminal en la City, en Farringdon, se llamó inicialmente Farringdon Street: la calle en la que se encontraba, Victoria Street, se denominó Farringdon Road desde 1863. Las obras sufrieron numerosos retrasos debidos a derrumbamientos en las excavaciones y a inundaciones procedentes del río Fleet en la zona de Farringdon, además de algunos trabajos adicionales después de una inspección. Finalmente, el 10 de enero de 1863 el servicio fue inaugurado. 40.000 pasajeros utilizaron la línea aquel día. Inicialmente, la línea fue operada por la GWR, utilizando sus propias locomotoras de gran ancho; más adelante, sir Daniel Gooch diseñó y construyó locomotoras específicas para la línea.
Desde el inicio de las operaciones, las dos compañías que formaban parte de la MetR tuvieron múltiples desacuerdos; esto llevó a que el 18 de julio de ese mismo año la GWR anunciara que dejaría de operar la línea para final de mes. Por ello, la MetR debió buscar nuevos socios para poder mantener la explotación de la línea. Así, la London and North Western Railway se unió a la GNR en el proyecto. Además, la GNR lanzó una nueva serie de locomotoras, que reducían las emisiones de humo, pensadas para ser utilizadas en el tramo entre King Cross y Farringdon, además de adaptar otras de sus locomotoras. Así, para el 1 de octubre la MetR explotaba su servicio de trenes, además de que la GNR iniciaba sus propias operaciones. Por su parte, la GWR también iniciaba su propio servicio con trenes adaptados a gran ancho de vía entre Windsor y Farringdon, y antes de final de año entre Addinson Road (posteriormente Kensington Olympia) y la City. Por su parte, la Metro seguía operando sus líneas, utilizando locomotoras a vapor durante 40 años.
Desde el principio, la Metro prohibió fumar en sus trenes , para evitar añadir más humo al producido por el propio tren además también por el daño y la molestia que causaba a los demás pasajeros que no fumaban , lo cual ya era un problema dentro de los túneles. Para 1874 creó vagones para fumadores para mejorar su imagen frente a la opinión pública. También creó tarifas para obreros, utilizadas en dos de los trenes que partían por la mañana temprano. Esta tarifa acabó siendo de un único penique para un único tren en cada sentido diariamente. Para 1880, MetR transportaba 40 millones de viajeros anualmente.
En 1868 la MetR inició un plan de expansión de la línea por la periferia. El ferrocarril siempre ha significado una gran influencia en las zonas por las que ha pasado, y lo mismo ocurrió en este caso. Por ejemplo, en la década de 1920 la MetR había acuñado el término "Metroland" para tentar a los constructores de casas, los cuales compraban los terrenos adyacentes a las vías para construir casas.

### Metropolitan District Railway
Junto a la MetR, existía una segunda empresa, llamada Metropolitan District Railway, cuya historia está fuertemente ligada a la de la primera. En la década de 1850 ambas empresas obtuvieron permiso para construir una línea circular en el interior de la ciudad; esta línea, llamada "Inner Circle" (actualmente Circle Line), tardó en ver la luz debido a la alta animosidad entre ambas empresas, en especial por parte de la MetR, quizás debido a su pobre situación financiera.
Durante aquellos años ambas empresas explotaban los servicios en los tramos existentes de la línea. Por ejemplo, en 1871 la MetR daba servicios entre Paddington y Aldgate (la línea se había ampliado desde Farringdon), mientras que la District unía Kensington con Mansion House. No fue sino hasta 1884 cuando finalmente la District abrió varias extensiones de la línea, completando de ese modo la Inner Circle, además de construir una línea hasta Whitechapel, dando así servicio a la East London Railway. Los trenes empezaron a circular por las dos secciones de la Inner Circle: la District unió Hammersmith con New Cross (perteneciente a la London, Brighton and South Coast Railway), actualmente New Cross Gate, por la parte sur de la línea; por otro lado, la MetR alcanzó la estación de New Cross (perteneciente a la South Eastern Railway) por la parte norte de la línea. Ya que las dos estaciones se encontraban al sur del río Támesis, se decidió utilizar el túnel del Támesis, hasta entonces un paso para peatones, para que los trenes alcanzaran la orilla sur del río.

## Líneas profundas
La principal característica de estas líneas era su cercanía a la superficie (a excepción, obviamente, del túnel del Támesis). Sin embargo, la construcción de túneles a gran profundidad iba a avanzar bastante a lo largo del siglo XIX. El uso de pantallas dentro de los túneles los hacía muy estables, aunque se encontraran a gran profundidad. Así, en 1870 se inauguró el Tower Subway, que unía las orillas norte y sur del Támesis en la zona de Tower Hill. El servicio ferroviario se abandonó pronto debido a su impopularidad. Aun así, los buenos resultados con el uso de pantallas y la aparición de locomotoras eléctricas permitieron plantear nuevos proyectos.
Así, nació la City & South London Railway, que unía las estaciones de King William Street (cercana a la actual Monument) con Stockwell. En principio el viaje resultaba bastante incómodo, especialmente debido a que los vehículos no contaban con ventanas, produciendo un incómodo efecto psicológico.
En poco tiempo había cinco diferentes compañías operando con líneas profundas. Además de la ya mencionada, aparecieron:
- Central London Railway: desde 1900 (actualmente, Central Line).
- Great Northern, Piccadilly and Brompton Railway: desde 1906 (actualmente, Piccadilly Line).
- Baker Street and Waterloo Railway: desde 1906 (actualmente, Bakerloo Line).
- Charing Cross, Euston & Hampstead Railway: desde 1907 (actualmente, Northern Line).

El que hubiera hasta seis operadores diferentes en las líneas profundas resultaba en inconvenientes. En muchos sitios, los pasajeros tenían que salir a la superficie para cambiar de líneas. Además, los costes de explotación resultaban muy altos, lo que obligaba a las compañías a buscar inversores financieros para poder extender las líneas hasta la periferia.

## Charles Yerkes
Charles Yerles era un magnate estadounidense quien se hizo con el túnel de Hampstead en 1900; al año siguiente logró el control de la District, con planes para electrificar la línea. Algunos meses más tarde constituyó la Metropolitan District Electric Traction Company (MDETC) con las dos líneas ya existentes y con planes para construir la central eléctrica de Lots Road, para alimentar las líneas. Tras adquirir las líneas de Piccadilly y Bakerloo, la MDETC fue refundada como Underground Electric Railways of London Ltd el 9 de abril de 1902. Esta misma compañía adquirió líneas de tranvía, además de la "London General Omnibus Company". La concentración de medios de transporte hizo que a esta compañía se la conociera coloquialmente como "Combine".

## Cambios posteriores
Tras la I Guerra Mundial se planeó la necesidad de crear una única autoridad que se hiciera cargo del transporte en Londres, eliminando la competitividad entre las diferentes empresas existentes, lo que estaba repercutiendo en servicios de poca calidad. En 1929 el ministro de transporte, Herbert Morrison, trabajó en colaboración con Lord Ashfield, máximo accionista del Underground (Metro), en busca de una solución.
En aquella época, tan sólo estaban fuera de la red de Metro las líneas de Waterloo & City (no incorporada hasta 1994) y las del MetR. Para 1933 se creó una corporación pública, llamada London Passenger Transport Board, que incorporaba todas las líneas del Metro, las de MetR y todas las líneas de autobús y de tranvía. Esta organización se convirtió en germen de la actual Transport for London.
La red se expandió rápidamente, llevando las líneas Northern y Bakerloo a la periferia de la ciudad. Muchas de esas nuevas estaciones fueron diseñadas por el arquitecto Charles Holden, utilizando diseños muy novedosos y llamativos.

### II Guerra Mundial
El estallido de la II Guerra Mundial, en especial el Blitz (bombardeo de Londres por la aviación alemana), llevó a utilizar muchas de las estaciones como refugios antiaéreos. Aunque fueron adaptados para este propósito, no se pudo evitar que hubiera algunos accidentes, siendo el más grave el de Bethnal Green; durante una huida a esa estación tras sonar la alarma de bombardeo se escuchó una cercana explosión, lo que hizo cundir el pánico. La posible caída de alguien en las escaleras se saldó con 173 muertos.
Otros usos de líneas y estaciones fueron:
- Una estación de la línea Central entre Redbridge y Gants Hill, finalizada pero no inaugurada, se convirtió en una factoría de aviones.
- La estación cerrada de Brompton Road se utilizó como centro de control antiaéreo.
- La estación cerrada de Down Street fue utilizada por Winston Churchill hasta la construcción del Cabinet War Rooms; tras eso, la estación pasó a ser utilizada por el Railway Emergency Committee.

## Desarrollo posterior a la guerra
Tras la guerra, continuó el aumento de la congestión en la red. La construcción de la línea Victoria, cuidadosamente diseñada, a lo largo de un eje noreste-suroeste que atravesaba el centro de Londres ayudó a absorber una gran cantidad del tráfico extra aparecido por la expansión de la red tras la guerra. El diseño de la línea se hizo para que casi todas sus estaciones permitieran realizar transbordos con otras líneas. Esta línea fue la primera en utilizar el sistema de manejo automático de trenes (ATO, "Automatic Train Operation").
A pesar de los avances tecnológicos, seguían existiendo locomotoras a vapor en la red; en 1971 dejaron de utilizarse, muchos años después de que hubieran desaparecido de la red nacional de ferrocarriles.
Otro hito importante fue la extensión de la línea Piccadilly hasta el Aeropuerto de Heathrow en 1977.

### Línea Jubilee
La línea Jubilee recibió su nombre en honor de los 25 años de reinado de la reina Isabel II de Inglaterra (el término inglés es "silver jubilee"). Este hecho se produjo en 1977, aunque la línea no se inauguró hasta dos años después. Durante su diseño y las primeras etapas de la construcción, se la conocía como "Fleet Line", al estar planeado que siguiera el cauce del ya oculto río Fleet a lo largo de las calles Strand y Fleet hasta el edificio del Banco de Inglaterra. Durante la década de 1990 la línea se desvió del trayecto original a través de Charing Cross, hacia un nuevo túnel a través de Westminster y Docklands hasta Stratford, en la zona este de la ciudad. Las estaciones de este tramo (llamado "Jubilee Line Extension") son especialmente espaciosas y con diseños realizados cada uno por un arquitecto de prestigio. Según fuentes de Metro, la estación North Greenwich "es suficientemente grande como para contener hasta 3000 autobuses de doble piso o un trasatlántico del tamaño del RMS Queen Mary en su interior.". La estación Canary Wharf es tan amplia como el "One Canada Square", uno de los rascacielos del Docklands.
Como algunos detalles curiosos de esta línea, la estación de Canary Wharf fue la primera estación del Metro de Londres donde se celebró una boda; este hecho tuvo lugar en 2003. Todos los andenes entre las estaciones de North Greenwich y Westminster incluyen puertas automáticas, las cuales reducen la resistencia tanto la resistencia del viento como el ruido. Como un efecto colateral, estas puertas disuaden a posibles suicidas. Por ahora no se planea extender este sistema al resto de la red. Estas estaciones disponen de ascensores que permiten acceso a cualquier punto de la estación, además de ser las primeras de toda la red en ser completamente accesibles para sillas de ruedas. Por último, comentar que esta línea es la única que permite transbordos a cualquier otra línea de la red.

### Sociedad mixta
Desde enero de 2003, el Metro de Londres es operado por una sociedad mixta (Public-Private Partnership), es decir, una sociedad pública y privada. Transport for London sigue siendo propietaria de la red y la encargada de su explotación, mientras que el mantenimiento de la infraestructura corre por cuenta de empresas privadas. Para ello, la red se dividió en tres partes: JNP (líneas Jubilee, Northern y Piccadilly), BCV (líneas Bakerloo, Central y Victoria) y SSL ("sub-surface lines", líneas poco profundas: Metropolitan, East London, Circle y Hammersmith & City). BCV y SSL han correspondido a Metronet, mientras que JNP corresponde a Tube Lines. Tanto Metronet como Tube Lines son consorcios de empresas, y se les conoce como "Infracos" ("infrastructure companies", compañías de infraestructuras).

### Filtraciones de agua
Las filtraciones de agua son un problema creciente en la red de Metro. Una de las principales razones es el aumento del nivel de agua en Londres. Este hecho se ha constatado desde la década de 1960, con el cierre de empresas que utilizaban grandes cantidades de agua, como las cerveceras y las productoras de papel. A mediados de 2001 se extraían diariamente de los túneles del Metro hasta 30.000 metros cúbicos de agua.
Antes de la construcción de la barrera del Támesis en 1986, existía una alta probabilidad de inundaciones debidas al propio Támesis. Por ello, se construyeron una serie de compuertas en los túneles que pudieran sellar secciones que se vieran afectadas por una hipotética inundación, permitiendo así que en el resto de secciones del túnel mantengan el servicio. Aunque ya prácticamente han perdido su utilidad desde la apertura de la barrera del Támesis, las compuertas siguen operativas y son comprobadas tres veces al año.

### Ventilación
El mantener una adecuada ventilación y un correcto flujo de aire es primordial para el Metro. Actualmente existen varios huecos de ventilación abiertos a pie de calle, construidos en la época victoriana, que permiten un flujo de aire a través de un "efecto pistón": los trenes que entran en los túneles y salen de las estaciones empujan aire fresco a los andenes a la vez que extraen el aire ya viciado. Un ejemplo curioso de estos huecos de ventilación lo encontramos en el 23 y 24 de Leinster Gardens.
Estas medidas resultan insuficientes para proveer aire fresco en la red actual, es especial durante los meses de verano, cuando altas temperaturas y falta de ventilación llegan a ser un grave problema.
Actualmente se están estudiando varias posibilidades de mejora de la ventilación en la red, así como instalar aire acondicionado en los propios trenes, aunque actualmente todos estos sistemas están en fase de experimentación.